# Патагонська пустеля

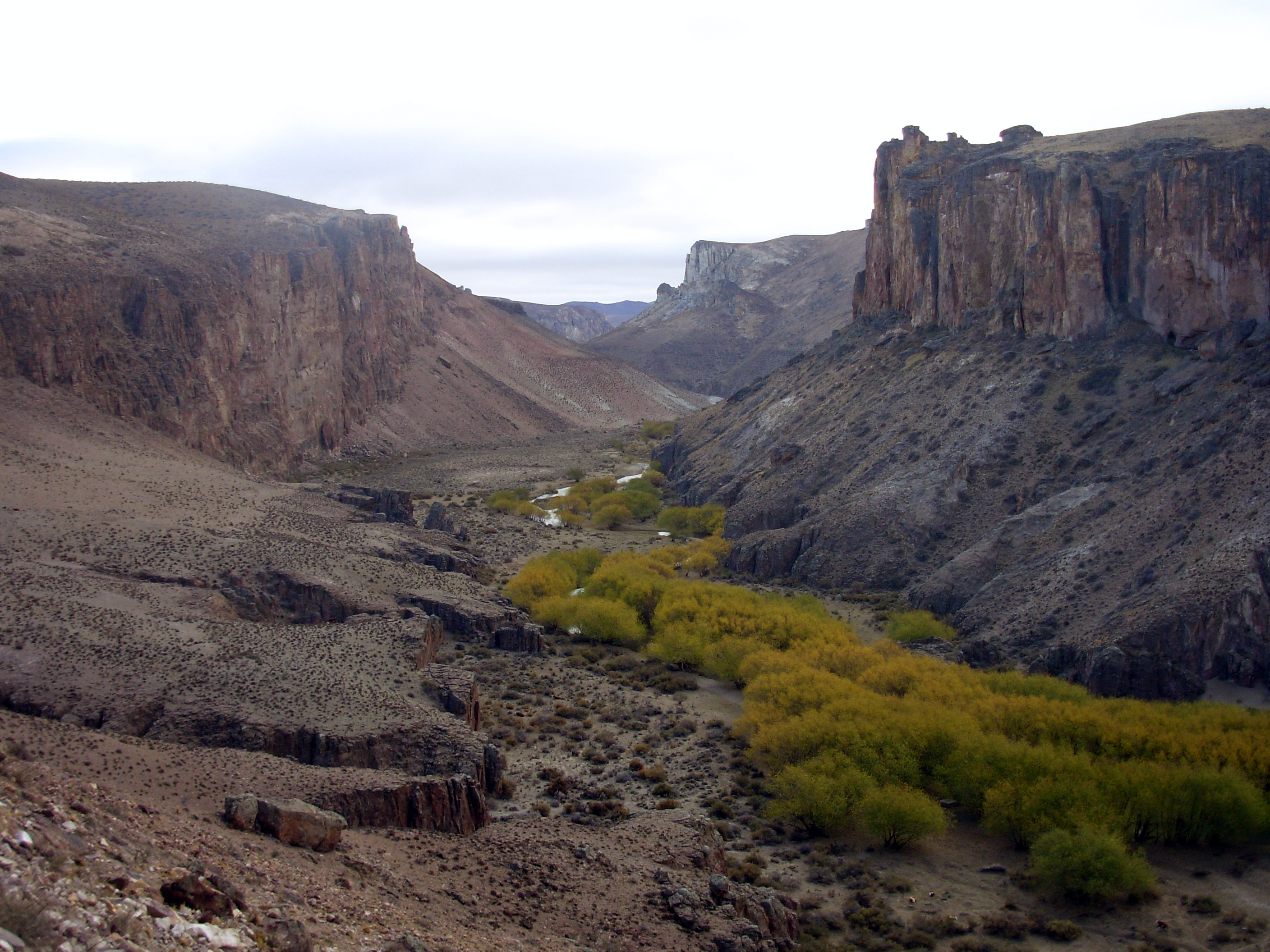
Куева-де-лас-Манос — об'єкт Світової спадщини ЮНЕСКО, що свідчить про тисячолітню історію заселення регіону

Патаго́нська пусте́ля (ісп. Desierto de Patagonia), також відома як Патаго́нський степ (ісп. Estepa Patagónica) — великий природний регіон в Аргентині та частково в Чилі, що являє собою холодну напівпустелю. Це найбільша пустеля в Америці та 8-ма за величиною у світі, її площа становить близько 673 000 км².
Розташована переважно в Аргентині, пустеля обмежена величними Андами на заході та Атлантичним океаном на сході. Її унікальний посушливий клімат є наслідком ефекту дощової тіні, створюваного Андами, які перехоплюють вологу з Тихого океану. Цей регіон має багату історію, пов'язану з корінними народами, європейською колонізацією та сучасною економікою, що базується на видобутку ресурсів і вівчарстві. Водночас він стикається із серйозними екологічними викликами, такими як опустелювання та втрата біорізноманіття.

## Географія та рельєф
Патагонська пустеля займає значну частину півдня Південної Америки, простягаючись від 39° до 53° південної широти. Її ландшафт переважно складається з великих, сухих гравійних рівнин та плато, що східчасто знижуються від Анд до Атлантичного океану. Середня висота регіону коливається від 600 до 800 метрів над рівнем моря.
Рельєф пересічений глибокими долинами річок, таких як Ріо-Колорадо, Ріо-Негро, Чубут, Санта-Круста Ріо-Гальєгос, які течуть з Анд на схід до океану. Також тут трапляються каньйони та западини, деякі з яких мають значну глибину. Наприклад, западина Гран-Бахо-де-Сан-Хуліан (ісп. Gran Bajo de San Julián) в провінції Санта-Крус є найнижчою точкою Західної та Південної півкуль, сягаючи 105 метрів нижче рівня моря.
Ґрунти в регіоні переважно належать до типів арідісоль та ентісоль. Вони кам'янисті, піщані, бідні на органічні речовини та мають високу водопроникність, що не сприяє розвитку рослинності. У замкнених безстічних басейнах поширені засолені ґрунти та солончаки.

## Клімат
Клімат Патагонії є семіаридним, холодним і вітряним. Його формування визначають три ключові фактори:
1. Дощова тінь Анд: Анди створюють потужний бар'єр для вологих західних вітрів, що дмуть з Тихого океану. Повітряні маси, піднімаючись схилами, охолоджуються і віддають майже всю вологу на чилійській стороні, тоді як на аргентинську сторону вони спускаються вже сухими та теплими.[4]
2. Холодна Фолклендська течія: Ця течія, що прямує на північ уздовж атлантичного узбережжя, охолоджує повітря і не сприяє формуванню значних опадів, на відміну від теплих течій.[3]
3. Сильні вітри: Постійні та сильні західні вітри, відомі як «памперос», є характерною рисою регіону. Вони посилюють випаровування та ерозію ґрунту, створюючи додатковий стрес для рослинності.[5]

Середня річна температура становить близько 12 °C, але добові та сезонні коливання є значними. Влітку (грудень-лютий) температура може сягати 40 °C, тоді як взимку (червень-серпень) вона часто опускається нижче нуля, іноді до -21 °C у найхолодніших районах. Заморозки можливі протягом усього року. Річна кількість опадів рідко перевищує 200 мм і розподілена нерівномірно.

## Екорегіон: флора і фауна

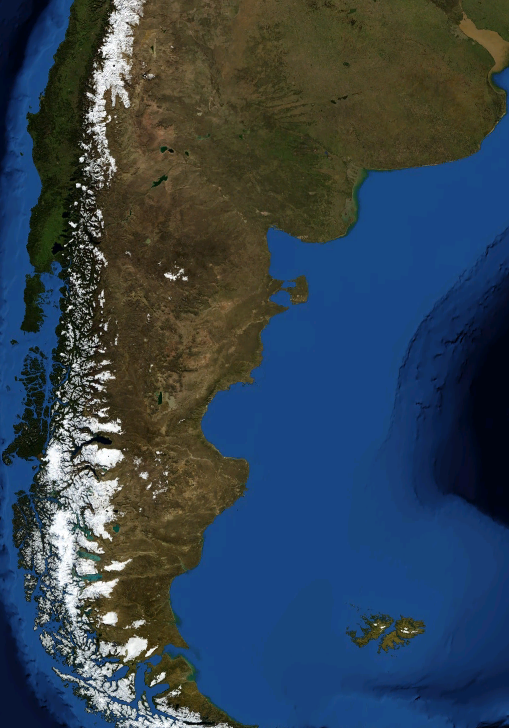
Супутникове зображення Патагонської пустелі від NASA World Wind.

### Флора
Рослинний світ Патагонської пустелі чудово адаптований до екстремальних умов сухості, вітру та холоду. Домінуючим типом рослинності є чагарникові та трав'янисті степи.
Основу рослинного покриву складають:
- Трави: види ковили (Stipa), костриці (Festuca gracillima) та тонконога (Poa).[1]
- Чагарники: посухостійкі чагарники, такі як мулінум (Mulinum spinosum), креозотовий кущ (Larrea), барбарис Бюксеніґа (Berberis microphylla), та ефедра.[5]
- Подушкоподібні рослини: у високогірних та найбільш вітряних районах поширені щільні, низькорослі рослини-подушки, зокрема Ярета (Azorella compacta), що допомагає їм зберігати тепло та вологу.[4]

Рослинний покрив дуже розріджений; значні площі займає голий щебінь та пісок.

### Фауна
Тваринний світ Патагонії також є унікальним, хоча і не таким різноманітним, як в інших регіонах Південної Америки.

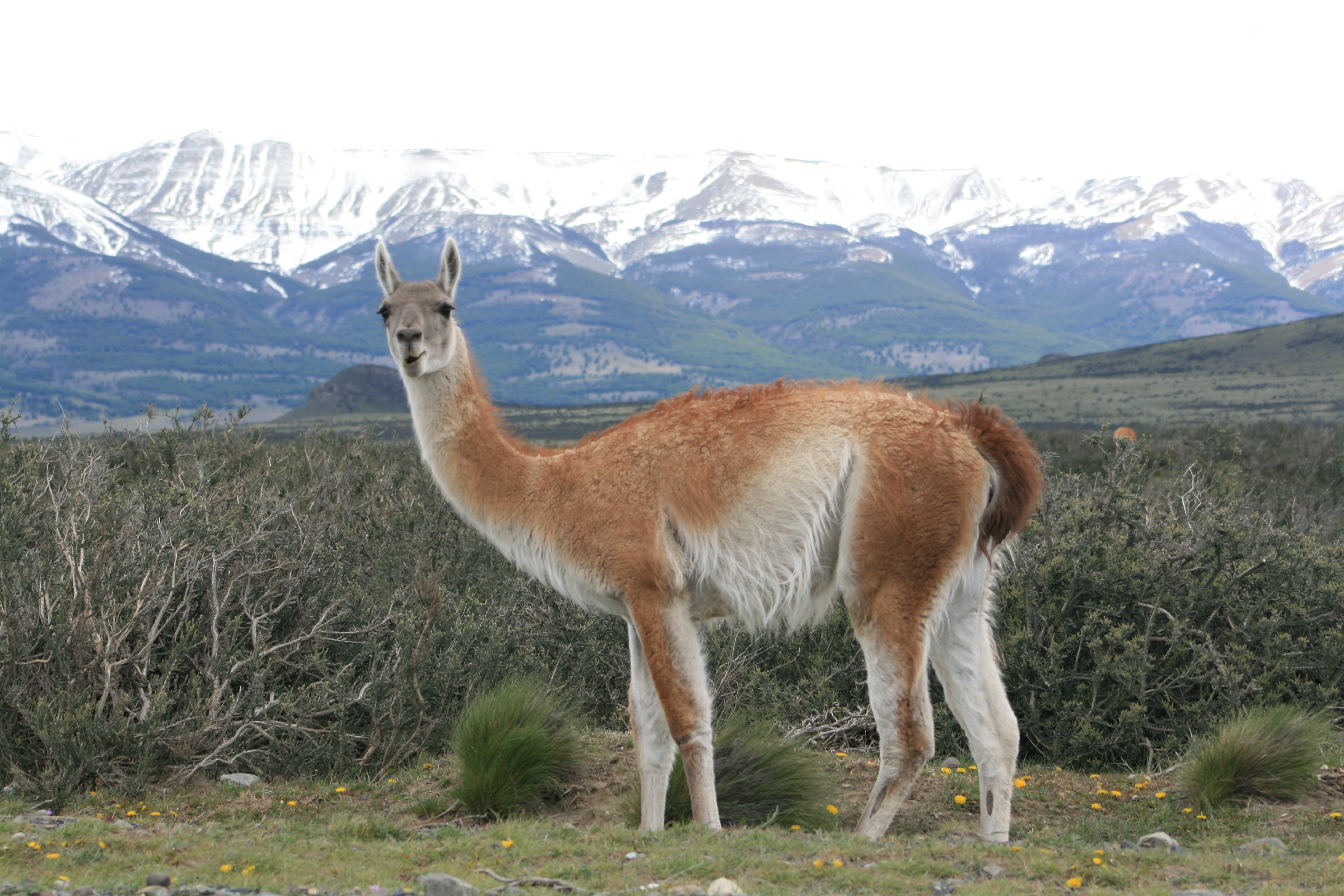
Гуанако є типовими травоїдними тваринами Патагонського степу

- Ссавці: Найбільшою травоїдною твариною є гуанако (Lama guanicoe), дикий предок лами, що живе великими стадами. Головними хижаками є пума (Puma concolor) та патагонська лисиця (Lycalopex griseus). Поширені також патагонська мара (Dolichotis patagonum), гризун, що нагадує зайця; довговолосий броненосець (Chaetophractus villosus); Рисезуб патагонський (Lyncodon patagonicus) та грізон малий (Galictis cuja).[2][8]
- Птахи: Символом Патагонії є нанду Дарвіна (Rhea pennata), нелітаючий птах, схожий на страуса. У небі можна побачити величного андійського кондора (Vultur gryphus). На узбережжі та біля водойм трапляються чилійський фламінго, Каргарка магеланська та різноманітні водоплавні птахи.[2]
- Рептилії: Переважають ящірки, зокрема види з родин Ігуанові та Гімнофтальміди, які добре пристосовані до життя в посушливих умовах.[6]

## Історія

### Корінні народи
Археологічні дані, зокрема наскельні малюнки в печері Куева-де-лас-Манос (об'єкт Світової спадщини ЮНЕСКО), свідчать, що люди заселяли Патагонію щонайменше 9000 років тому. Першими жителями регіону були кочові мисливці-збирачі, відомі під загальною назвою теуельче (або Aónikenk). Вони полювали на гуанако та нанду, використовуючи болеадорас. Перші європейські мореплавці, зокрема Фернан Магеллан, описували їх як людей дуже високого зросту, що породило міф про «патагонських гігантів».

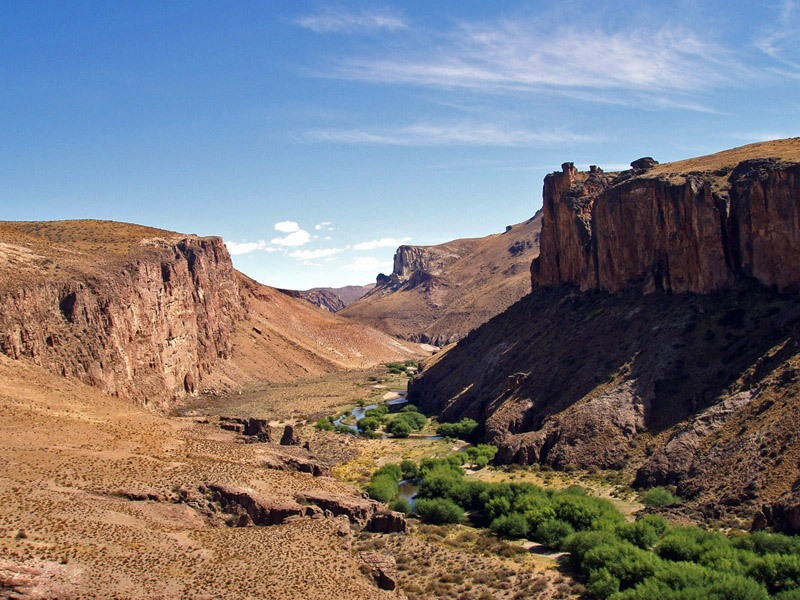
Санта-Крус — Печера рук (Cueva de las Manos)

З XVIII століття розпочався процес арауканізації, коли войовничі племена мапуче (арауканів) з передгір'їв Анд почали проникати в Патагонію, поступово витісняючи або асимілюючи теуельче. Мапуче принесли з собою конярство та більш складну соціальну організацію, взявши під контроль торгові шляхи регіону.

### Європейська колонізація та «Завоювання пустелі»
Протягом століть Патагонія залишалася переважно поза контролем іспанської колоніальної влади та, пізніше, незалежної Аргентини. Ситуація кардинально змінилася наприкінці XIX століття. У 1879—1884 роках аргентинський уряд під керівництвом генерала Хуліо Архентіно Роки провів жорстоку військову кампанію, відому як Завоювання пустелі (ісп. Conquista del Desierto). Метою кампанії було встановлення контролю над регіоном та знищення опору корінних народів. Це призвело до загибелі тисяч індіанців та ув'язнення і переселення тих, хто вижив, фактично поклавши край їхньому незалежному існуванню.
Після завоювання землі були роздані військовим та великим землевласникам, що стало початком епохи вівчарських латифундій (estancias). У цей же період, у 1865 році, в долині річки Чубут виникла унікальна валлійська колонія (Y Wladfa), заснована іммігрантами з Уельсу, які прагнули зберегти свою мову та культуру.

## Економіка та сучасний стан
Сучасна економіка Патагонської пустелі базується на кількох ключових галузях:
- Вівчарство: Розведення овець для виробництва вовни та м'яса є традиційною і досі важливою галуззю, хоча вона значно постраждала від надмірного випасу та падіння цін на вовну.[1]
- Видобуток ресурсів: Регіон багатий на корисні копалини. Тут розташовані одні з найбільших в Аргентині родовищ нафти та природного газу, зокрема в басейнах Неукен та Сан-Хорхе.[14] Також ведеться видобуток вугілля, урану та інших мінералів.
- Сільське господарство: Можливе лише в долинах річок за умов зрошення. Тут вирощують фрукти (яблука, груші), овочі та кормові культури.[4]
- Туризм: З кожним роком зростає популярність екологічного та пригодницького туризму. Туристів приваблюють унікальні ландшафти, можливість спостерігати за дикими тваринами, а також такі об'єкти, як льодовик Періто-Морено чи півострів Вальдес.[15]

Населення залишається вкрай нечисленним, а густота — однією з найнижчих у світі.

## Охорона природи та загрози

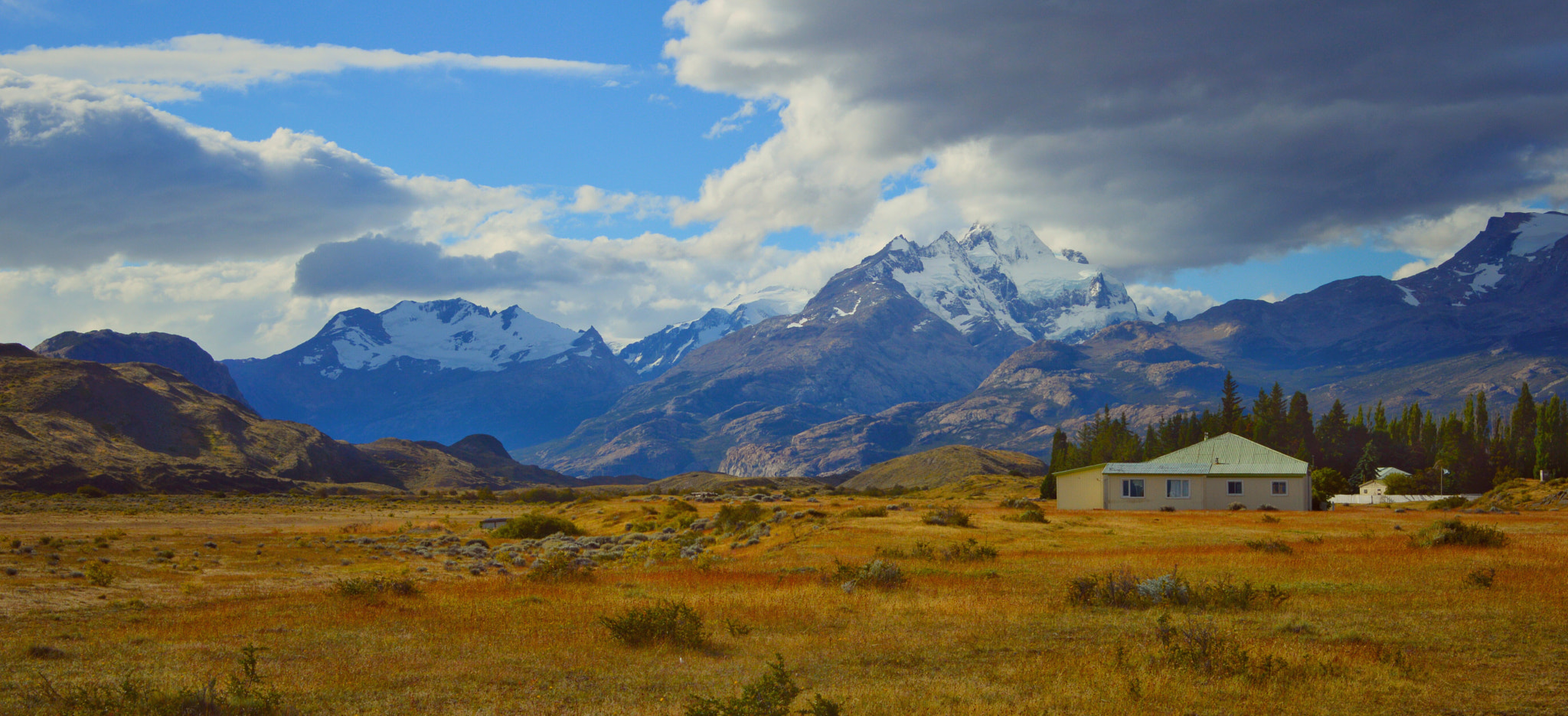
Вид на Патагонську пустелю та гори Анди у провінції Чубут.

Патагонський степ є вразливою екосистемою, що стикається з низкою серйозних загроз:
- Опустелювання: Найбільшою проблемою є деградація земель, спричинена надмірним випасом овець протягом понад століття. Це призводить до ерозії ґрунту та зменшення рослинного покриву.[1]
- Фрагментація середовища існування: Діяльність нафтогазової промисловості, будівництво доріг та огорож для худоби руйнують природні ландшафти та ізолюють популяції диких тварин.[2]
- Інвазійні види: Завезені види, такі як європейський заєць та олень благородний, конкурують з місцевими видами за їжу, а хижаки, як-от американська норка, завдають шкоди місцевій фауні.[1]

Для збереження унікальної природи Патагонії створено низку природоохоронних територій. Серед найбільших національних парків — Монте-Леон, Патагонія та Лос-Гласьярес. Міжнародні та місцеві неурядові організації також працюють над створенням приватних заповідників та впровадженням більш сталих практик землекористування.